# Spilocuscus wilsoni
Spilocuscus wilsoni é uma espécie de marsupial da família Phalangeridae. Endêmica da Indonésia.